# Wapen van Nieuweschoot

Wapen van Nieuweschoot

Het wapen van Nieuweschoot is het dorpswapen van het Nederlandse dorp Nieuweschoot, in de Friese gemeente Heerenveen. Het wapen werd in 2007 geregistreerd.

## Beschrijving
De blazoenering van het wapen in het Fries luidt als volgt:
yn goud in griene punt, oertoppe troch in reade swimmende ein; de punt yn de skyldfoet belein mei in sulveren klaver en oan wjerskanten beselskippe fan in ikel op in stâle en in blêd oan wjerskanten, alles fan grien.
De Nederlandse vertaling luidt als volgt: 
in goud een groene punt, overtopt door een rode zwemmende eend; de punt in de schildvoet belegd met een zilveren klaver en aan weerskanten vergezeld van een eikel op een steel en een blad aan weerskanten, alles van groen.
De heraldische kleuren zijn: goud (goud), sinopel (groen), keel (rood) en zilver (zilver).

## Symboliek
- Gouden veld: verwijst naar de zandgrond waar het dorp op gelegen is.[2]
- Groene punt: beeldt het deel "schoot" van de plaatsnaam uit. Dit betekent namelijk "vooruit springend stuk land".[2]
- Klaverblad: symbool voor het agrarische karakter van het dorp. Het duidt op het grasland en de veefokkerij.[2]
- Eikentak: staat voor de natuur rond het dorp.[2]
- Eend: verwijzing naar twee eendenkooien die bij het dorp gelegen waren.[2]

## Zie ook

Vlag van Nieuweschoot